# HD 3719
HD 3719，又名CP-73 42，SAO 255690、HR 169，是一颗恒星，视星等为6.85，位于銀經304.22，銀緯-43.96，其B1900.0坐标为赤經0h 34m 45.3s，赤緯-73° -43.96′ 15″。